# ルイ・ラゲール
ルイ・ラゲール（Louis Laguerre、1663年 - 1721年4月20日）はフランス生まれの画家である。1683年にイギリスに渡り、おもにイギリス貴族の邸宅の装飾画を描いた。

## 略歴
フランスのヴェルサイユで生まれた。父親はフランス国王ルイ14世に重用されたカタルーニャ出身の廷臣で、ルイ・ラゲールはパリのイエズス会の学校で学んだ後、王立絵画彫刻アカデミーで、シャルル・ルブラン（1619-1690）に学んだ。1683年の終わりにイギリスに渡り、イタリア生まれで1860年代からイギリスで働いていたアントニオ・ヴェッリオ（1636-1707）の弟子になり、初代バーリー男爵のカントリーハウス（Burghley House）やデヴォンシャー公爵のチャッツワース・ハウス（Chatsworth House）の装飾画を描いた。
すぐに装飾画家としての評判はアントニオ・ヴェッリオを上回るようになり、イギリス有数の装飾画の画家となった。ロンドンのマールバラハウス（Marlborough House）などのタウンハウスやウェスト・サセックスのペトワース・ハウス（Petworth House）やダービーシャーのサドベリー・ホール（Sudbury Hall）などの装飾画を描いた。代表作は1719年から1720年にかけて描いたマールバラ公爵のブレナム宮殿のサロンの装飾画とされる。1710年ころから、ジェームズ・ソーンヒル（1675-1734）が装飾画家として高い評価を得るようになると、歴史画や肖像画を描くようになった。
主席宮廷画家のゴドフリー・ネラーが創立したネラー・アカデミー（Kneller Academy of Painting and Drawing）の校長も務めた。
1721年にロンドンで亡くなった。息子のジョン（John Laguerre: 1688-1748）は画家としても働いたがJohn LagardeやJohn Legarの芸名で歌手、俳優、舞台芸術家として働いた。ルイ・ラゲールは息子の劇を観劇中に劇場で、脳卒中で倒れ、亡くなったとされる。

## 作品

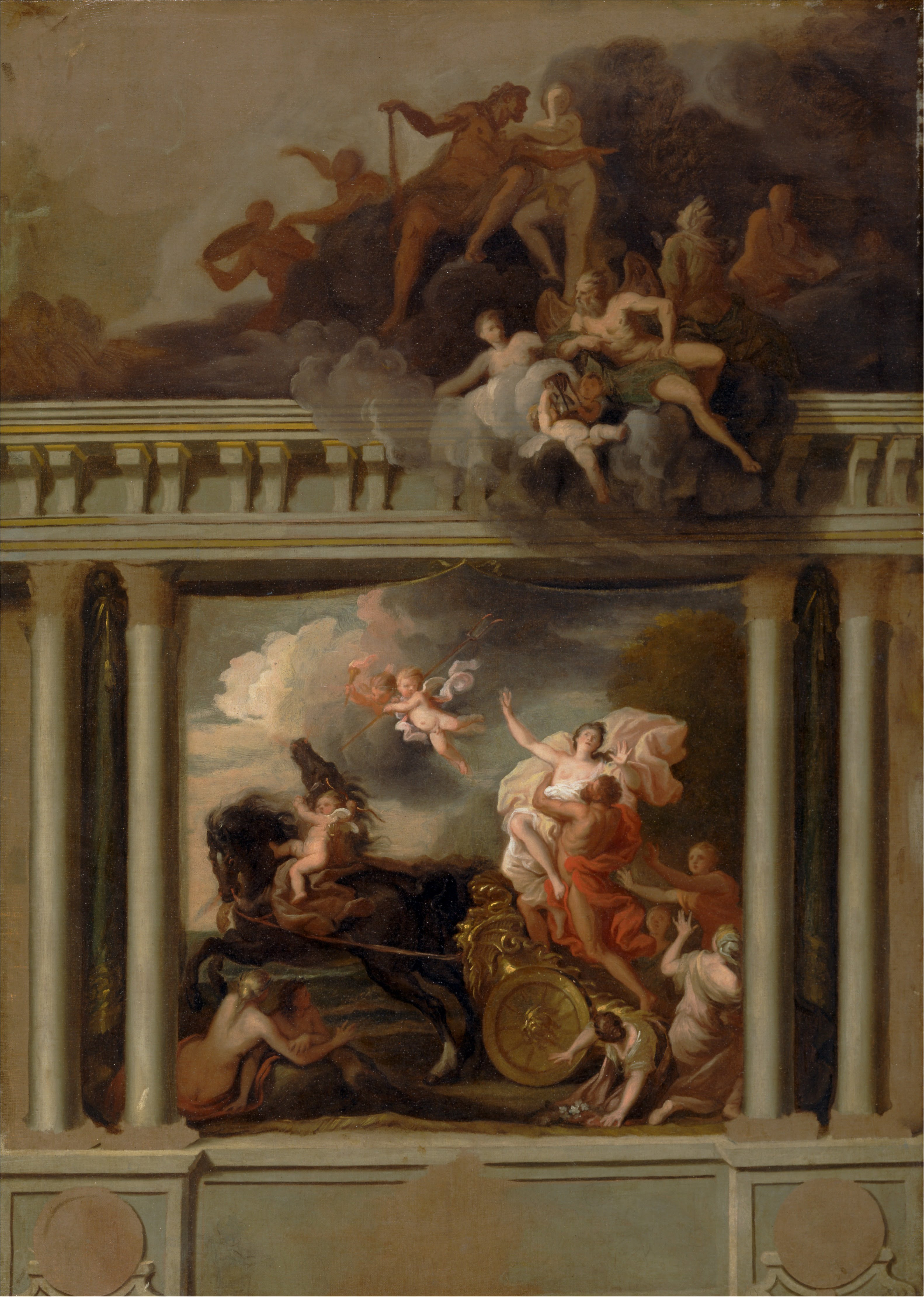
デヴォンシャー・ハウスの装飾画、「プロセルピナの略奪」(c.1704)
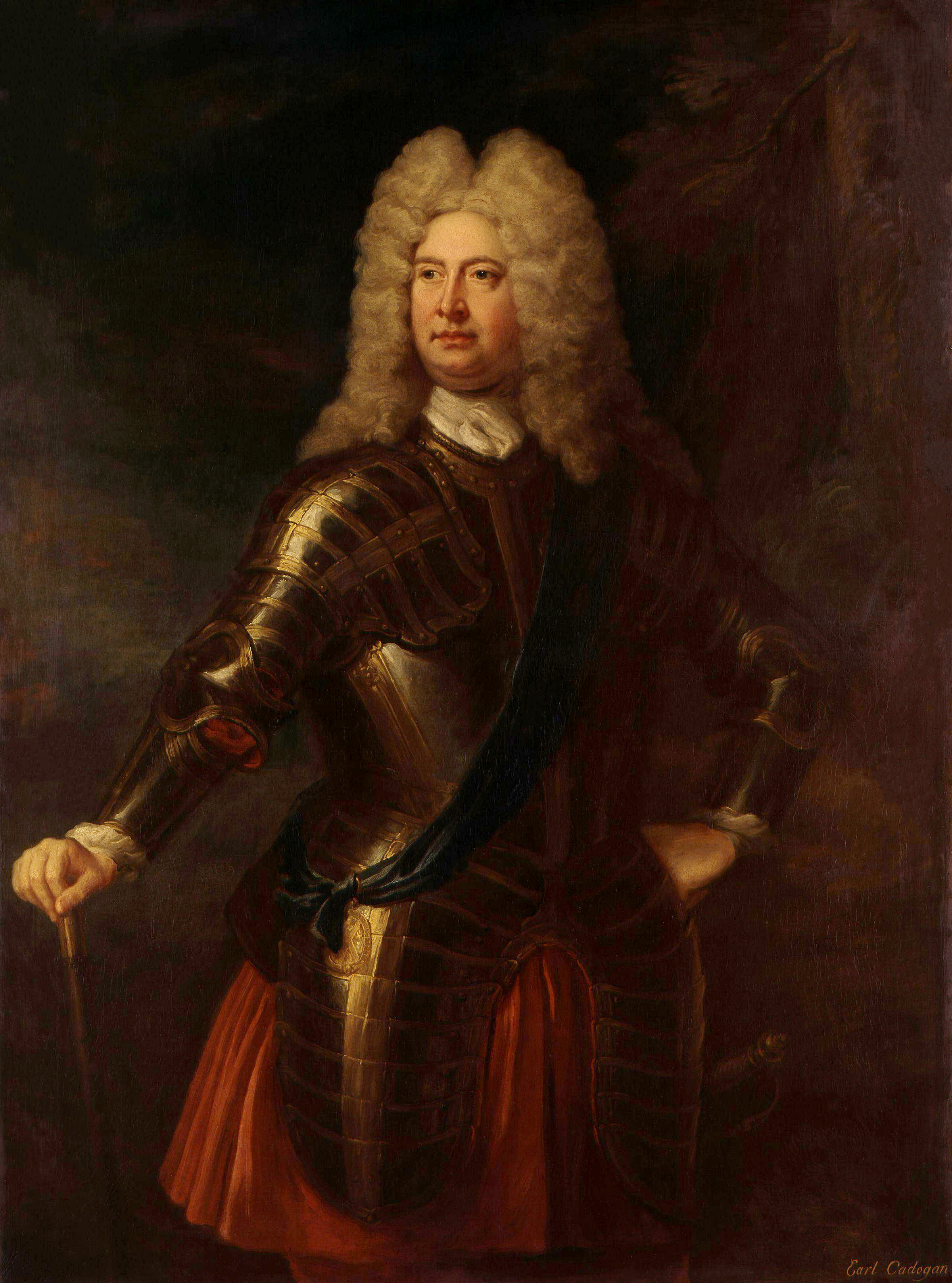
肖像画、ウィリアム・カドガン (初代カドガン伯) (c.1716)
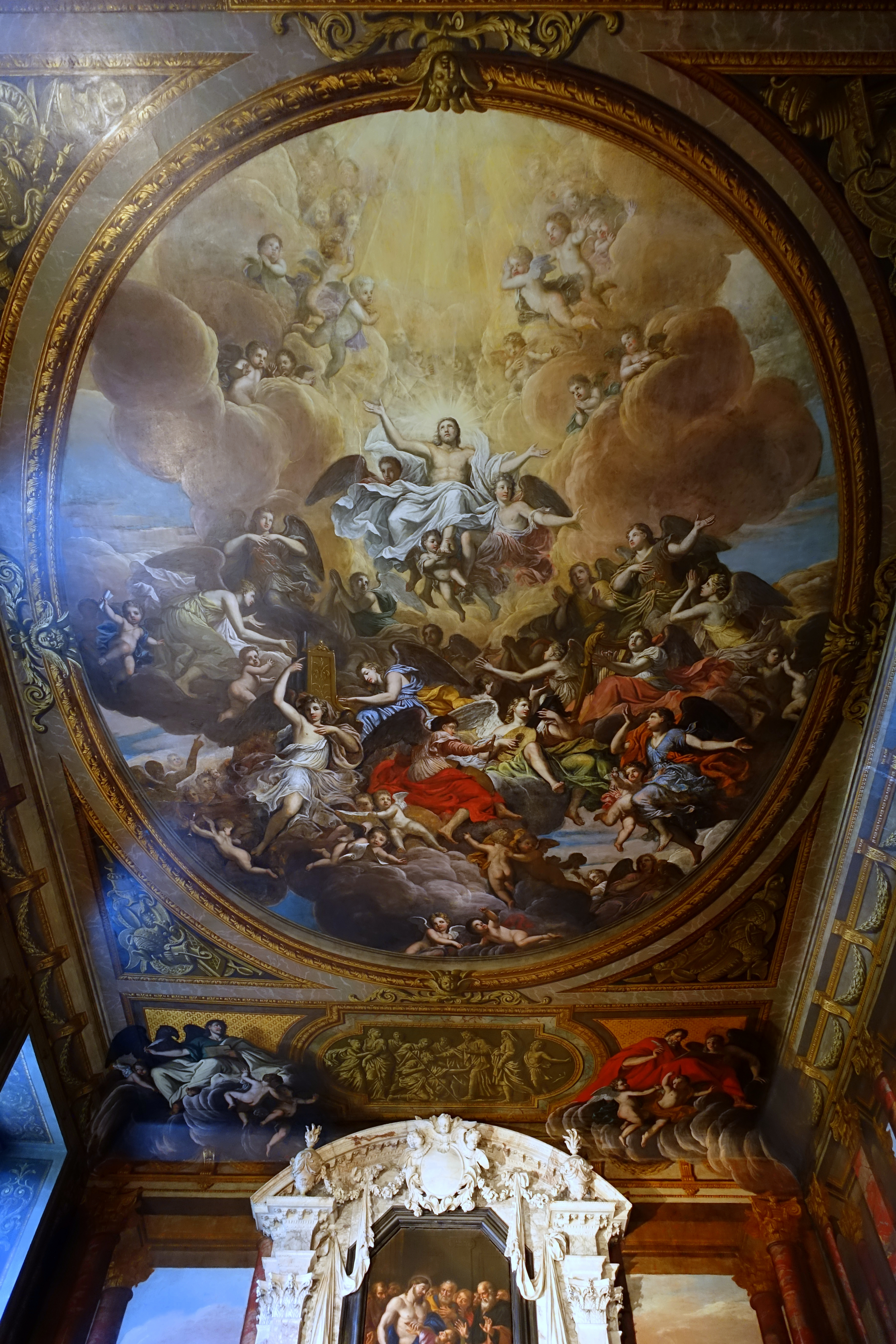
チャッツワース・ハウスの装飾画
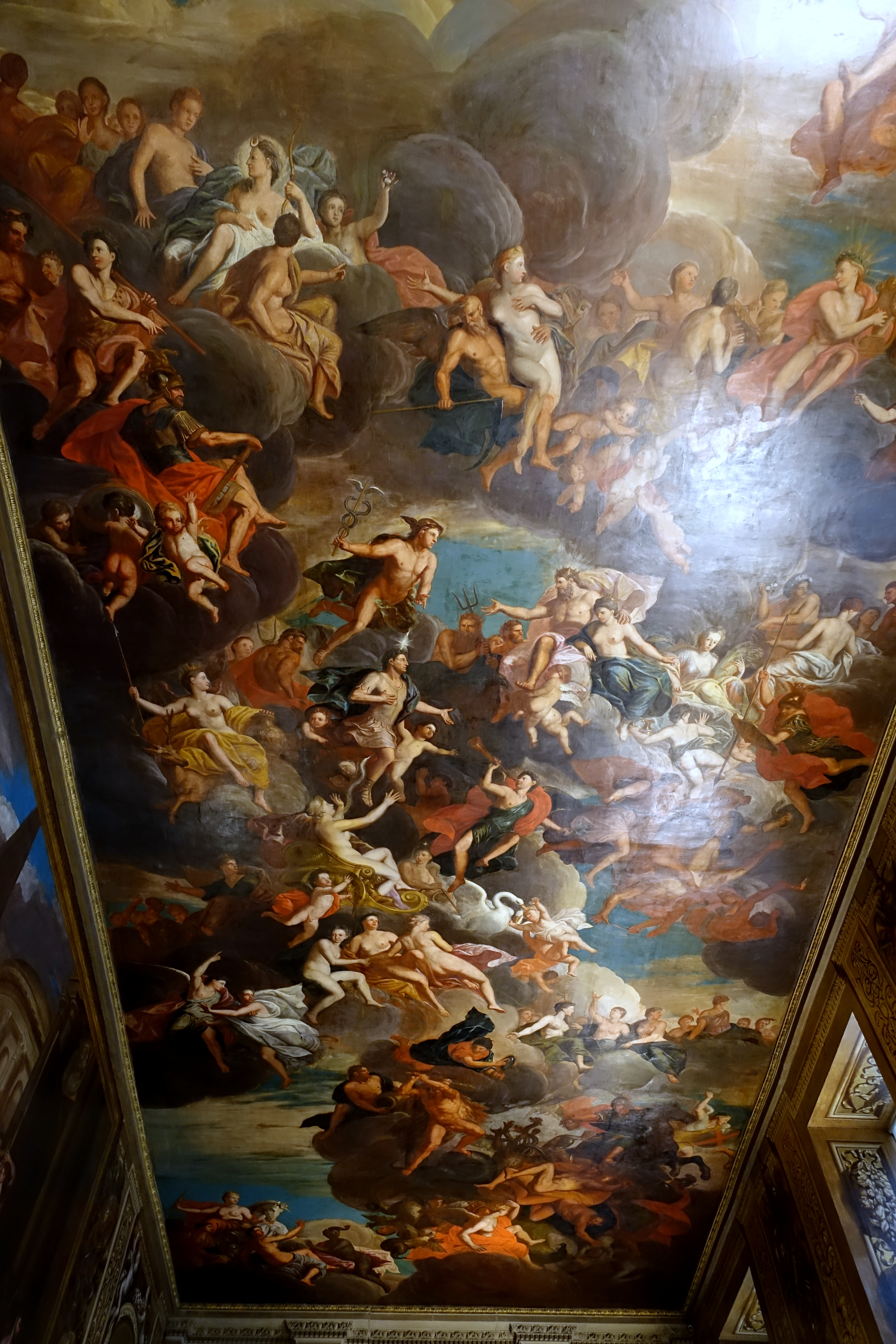
チャッツワース・ハウスの装飾画

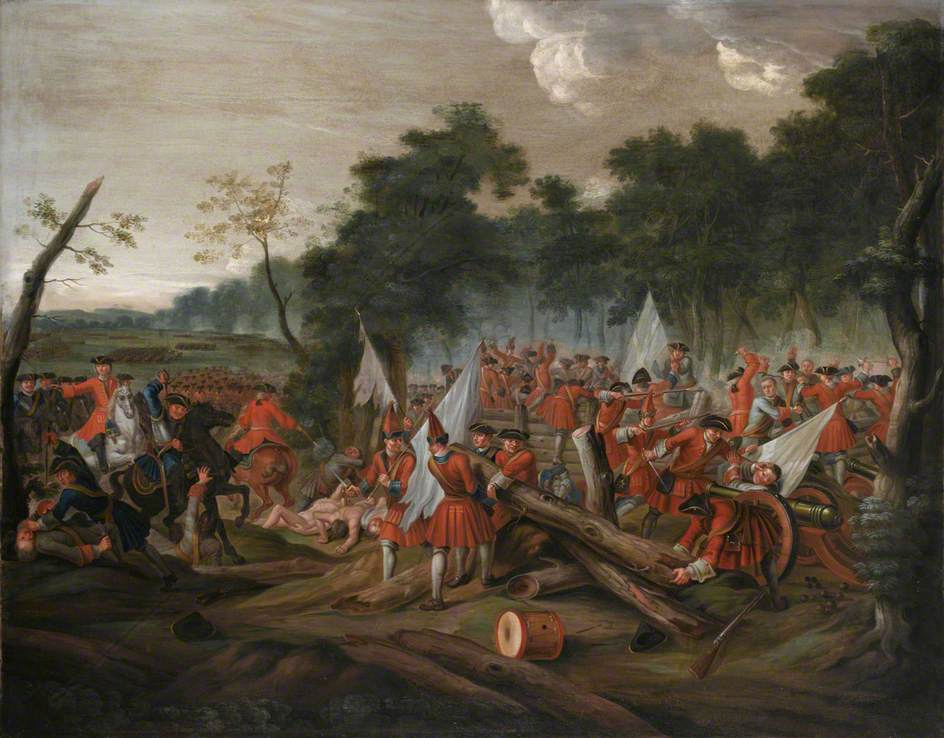
マルプラケの戦い(c.1713)
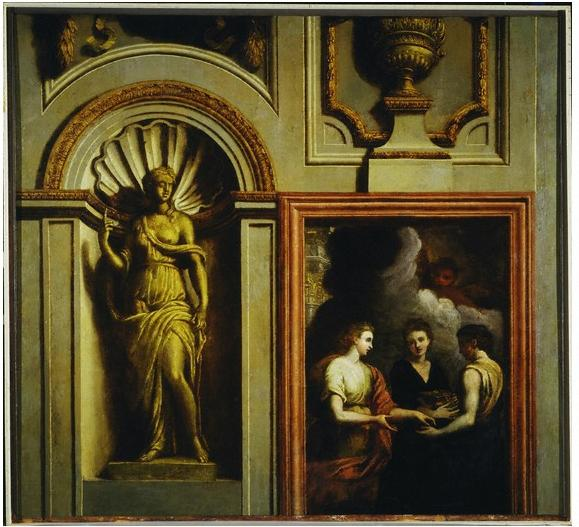
"Psyche Giving Gifts to her Sisters"
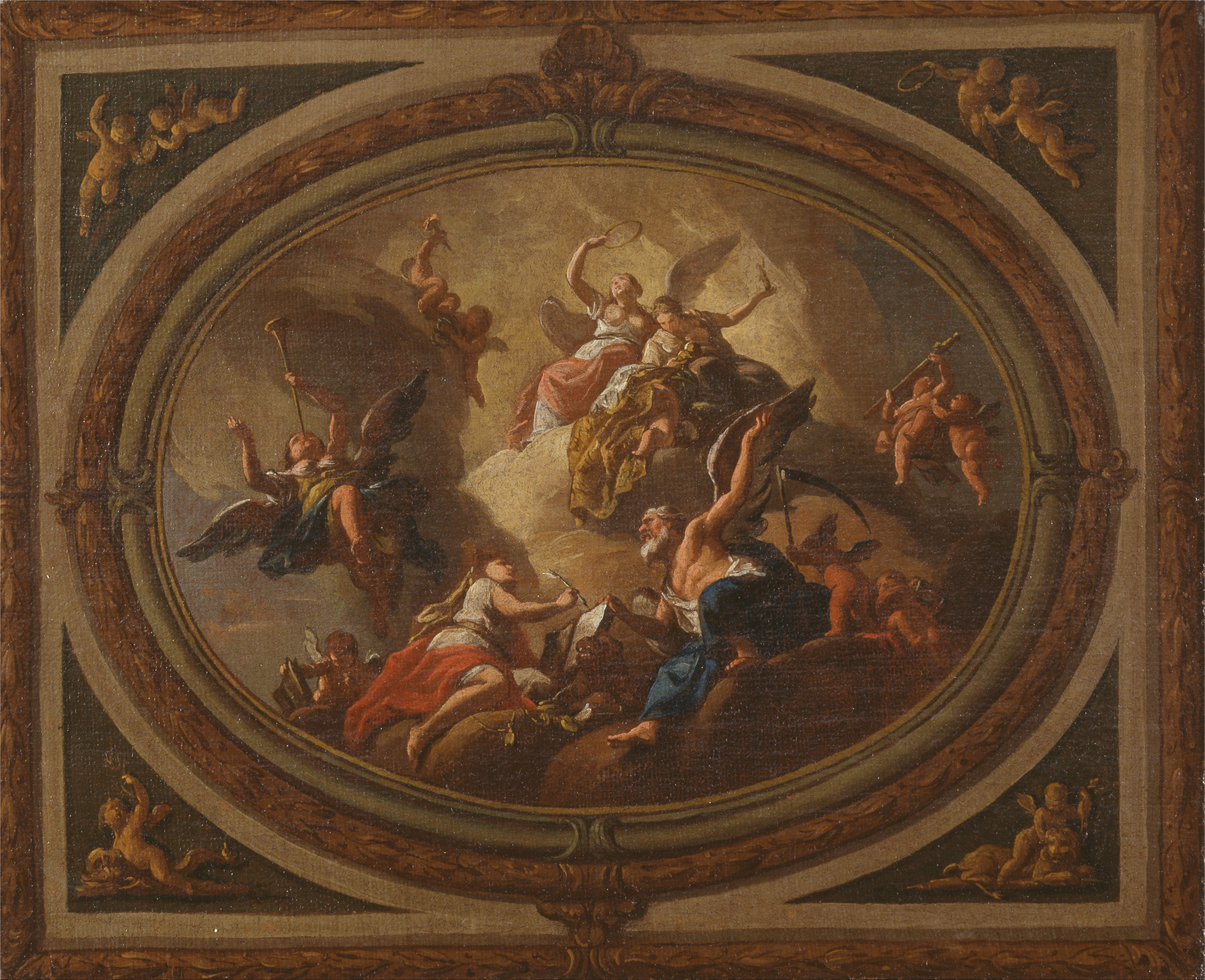